# Petr Lichý
Petr Lichý (* 12. Februar 1990) ist ein ehemaliger tschechischer Sprinter, der sich auf den 400-Meter-Lauf spezialisiert hat.

## Sportliche Laufbahn
Erste internationale Erfahrungen sammelte Petr Lichý im Jahr 2012, als er bei den Hallenweltmeisterschaften in Istanbul mit der tschechischen 4-mal-400-Meter-Staffel mit 3:09,46 min im Vorlauf ausschied. Im Jahr darauf gewann er bei den Halleneuropameisterschaften in Göteborg in 3:07,64 min die Bronzemedaille hinter den Teams aus dem Vereinigten Königreich und Russland und im Sommer nahm er mit der Staffel an den Weltmeisterschaften in Moskau teil, bei denen er aber mit 3:04,54 min den Finaleinzug verpasste. Im Juni 2016 bestritt er bei den tschechischen Klubmeisterschaften in Kolín seine letzten Wettkämpfe und beendete daraufhin seine aktive sportliche Karriere im Alter von 26 Jahren.
2011 wurde Lichý tschechischer Meister in der 4-mal-100-Meter-Staffel sowie 2012 in der 4-mal-400-Meter-Staffel. Zudem wurde er 2015 Hallenmeister in der 4-mal-200-Meter-Staffel.

## Persönliche Bestzeiten
- 400 Meter: 47,02 s, 15. Juni 2013 in Tábor
  - 400 Meter (Halle): 47,49 s, 9. Februar 2013 in Wien